# 3254 Bus
3254 Bus este un asteroid din centura principală, descoperit pe 17 octombrie 1982 de Edward Bowell.